# My Number One (låt med Papa Dee)
My Number One är en låt som framfördes av Papa Dee i Melodifestivalen 2005. Bidraget som skrevs av Daniel Wahlgren, Bobby Ljunggren och Marcos Ubeda slutade på 6:e plats i deltävlingen i Göteborg.